# بيتر جودوين
بيتر جودوين (بالإنجليزية: Peter Godwin)‏ هو صحفي وكاتب زيمبابوي، ولد في 4 ديسمبر 1957 في هراري في زيمبابوي.

## وصلات خارجية
- الموقع الرسمي